# Jasmin Wagner

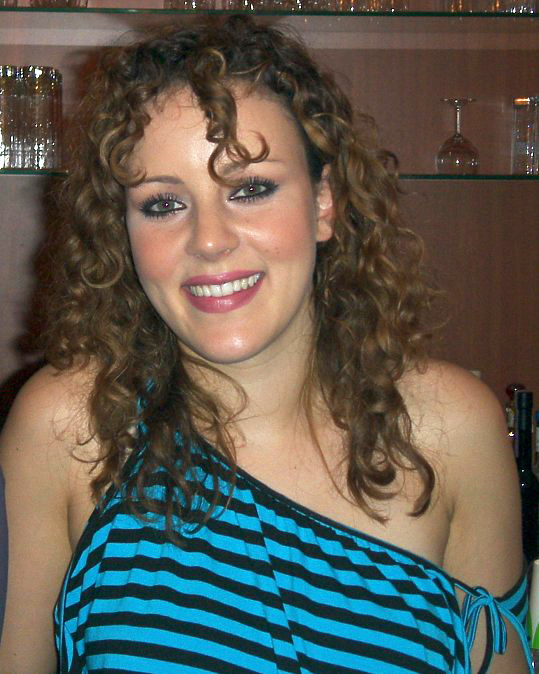
2004-ben Berlinben

Jasmin Wagner (Hamburg, 1980. április 20. –) német énekes és színésznő, németül Blümchen, angolul Blossom művésznéven ismert. Az 1990-es évek egyik legsikeresebb német női énekese.

## Élete
1980-ban született Hamburgban. Anyai ágon horvát származású. A Hamburg Blue Angels csapatának cheerleadereként kezdte karrierjét, amely a Hamburg Blue Devils amerikaifutball-csapatának szurkolói csapata.
1995-ben, alig tizenöt évesen indult zenei karrierje Blümchenként. Első kislemeze a "Herz an Herz" volt, a Paso Doble zenekar szerzeményének happy hardcore-alapú feldolgozása, amely nagy siker lett. Ezt követte az 1996-os "Herzfrequenz" nagylemez, és az arról megjelent "Kleiner Satellit (Piep, Piep)", "Boomerang", és "Du und ich" kislemezek, mind nagy sikerrel. 1996-ban jelent meg egyetlen német és angol nyelven is megjelent kislemeze Blossom néven, a Queen "Bicycle Race" című dalának feldolgozása. A sikert követően a "Herzfrequenz" megjelent teljesen angol nyelven is, "Heartbeat" címmel.
1997-ben érkezett a második nagylemez, "Verliebt" (angolul "In Love") címmel. Három slágert jelentetett meg erről ("Nur geträumt", "Verrückte Jungs" és "Gib mir noch Zeit"). 1998-ban a "Jasmin" címre hallgató albumon olyan számok szerepeltek, mint a "Blaue Augen" vagy az "Ich Bin Wieder Hier". Ezen a lemezen már kissé eltávolodott a happy hardcore zenei világtól és jóval poposabb dalokat készített. Ugyanebben az évben közreműködött a Bravo Allstars "Let The Music Heal Your Soul" című jótékonysági kislemezén. 1999-ben újra kiadásra került a "Jasmin", két új dallal és új borítóval, ugyanebben az évben pedig megjelent "Live In Berlin" című koncertlemeze is. 2000-ben jelent meg "Die Welt Gehört Dir" című negyedik nagylemeze, az utolsó, amelyet Blümchen néven adott ki. Még egy válogatáslemeze jelent meg, "Für Immer Und Ewig" címmel, ezután különféle peojektekben szerepelt. 2001-ben a norvég Turbonegro együttes tribute-lemezén énekelte Bela B.-vel közösen az "Are You Ready For Some Darkness?" című dalt, melyet rock-stílusa miatt Denim Girl művésznéven jegyzett. Ugyanebben az évben kiadta a karácsonyi "Santa Claus Is Comin' to Town"-t is, Jasmin néven. Néhány filmben is szerepelt, mint például a 2001-es Felpörgetve címűben, cameo szerepben.
2003-ban tért vissza a zenei karrierjéhez, ekkor teljesen maga mögött hagyva korábbi művésznevét, Jasmin Wagnerként. Pop-rockosabb hangzással próbálkozott, és megjelentetett néhány kislemezt, de elégedetlen volt a hangzással, ezért lefújta a készülő albumát. 2005-ben így adta a ki a "Die Versuchung" című lemezt, amely sokkal inkább sanzonos, swinges, és az 1960-as évek hangzásvilágát idéző. Az album megbukott az eladásokat tekintve, a kiadó pedig ki is hátrált mögüle.
Az elkövetkező tíz évben főként színházi produkciókban vett részt illetve filmes betétdalokat énekelt. Visszatérésére 2019-ig kellett várni, amikor újra felvette a Blümchen művésznevet, és kiadta "Computerliebe" című új dalát, amely, akárcsak a legelső dala, egy Paso Doble feldolgozás. Ugyanezen év márciusában hatvanezer néző előtt lépett újra színpadra Gelsenkirchenben - végül a hatalmas sikerre való tekintettel még 22 fellépést kötött le ugyanarra az évre. 2021-ben "Von Herzen" címmel jelent meg következő lemeze, amely a német lemezlista 6. helyéig jutott. Finch-csel közösen készített "Herzalarm" című dala a hetedik lett a német kislemezlistán, ezzel Nena után ő lett a második német női előadó, akinek négy különböző évtizedben is volt TOP10-es kislemeze.

## Magánélete
Négy évig Lucas Cordalisszal élt párkapcsolatban. 2015-ben feleségül ment Frank Sippet svájci befektetőhöz, de 2020-ban el is váltak. Új élettársától született meg lánya 2022 novemberében.

## Albumok
- Herzfrequenz (Heartbeat) (1996)
- Verliebt… (In Love) (1997)
- Jasmin (1998)
- Live in Berlin (1999)
- Die Welt gehört dir (2000)
- Für immer und ewig (2000)
- Die Versuchung (2006)
- Von Herzen (2021)

## Maxik
Blümchenként
- Herz an Herz - 1995
- Kleiner Satelilt - 1996
- Boomerang - 1996
- Du und Ich - 1996
- Bycicle race - 1996
- Nur getraumt - 1997
- Verrückte Jungs - 1997
- Gib Mir noch Zeit - 1997
- Sesam Jam (Der, Die, Das) - 1997
- Blaue Augen - 1998
- Ich bin wieder hier - 1998
- Es ist vorbei - 1998
- Unterm Weinachtsbaum - 1998
- Heut ist mein Tag - 1999
- Ist deine Liebe echt (piros, és kék változat) - 2000
- Die Welt gehört Dir - 2000
- Ich vermisse Dich - 2000

Jasmin Wagnerként:
- Leb deinen Traum - 2003
- Helden wie wir - 2004

## Forráshivatkozások
1. ↑  https://www.discogs.com/de/Turbonegro-Bela-B-Denim-Girl-Are-You-Ready-For-Some-Darkness/release/1093432
2. ↑  Wenn nichts mehr hilft, dann hilft Bernd Begemann. (német nyelven). laut.de. (Hozzáférés: 2024. március 4.)
3. ↑  Blümchen: Heißes Popo-Comeback! (német nyelven). bild.de, 2019. április 1. (Hozzáférés: 2024. március 4.)
4. ↑  Blümchen 2019 - 90er Live-Tour (német nyelven). jasminwagnercommunity.iphpbb3.com. (Hozzáférés: 2024. március 4.)
5. ↑  Jasmin Wagner im Interview: "Mehrzad tut keinem was" (német nyelven). www.tz.de, 2010. április 27. [2021. július 31-i dátummal az eredetiből archiválva]. (Hozzáférés: 2024. március 4.)
6. ↑  „Jasmin Wagner (Blümchen) bei MDR um 4 - Gäste zum Kaffee (14.05.2019)” (hu-HU nyelven).
7. ↑  Exklusiv! Hier sind ihre Hochzeitsfotos (német nyelven). gala.de, 2015. február 17. (Hozzáférés: 2024. március 4.)
8. ↑  Jasmin Wagner: "Ich lasse mich scheiden": Sie bestätigt die Trennung von ihrem Mann (német nyelven). BUNTE.de, 2020. december 24. (Hozzáférés: 2024. március 4.)
9. ↑  https://www.mdr.de/meine-schlagerwelt/jasmin-wagner-alias-bluemchen-ist-mama-baby-geboren-toechterchen-maedchen-100.html